# Chemult
Chemult (kiejtése: ʃɛˈmoʊlt) az Amerikai Egyesült Államok északnyugati részén, Oregon állam Klamath megyéjében, a U.S. Route 97 mentén elhelyezkedő statisztikai település. A 2020. évi népszámláláskor 79 lakosa volt.
A térség kedvelt kiránduló- és horgászhely. Évente kutyaszánversenyt rendeznek.
Itt található a Fremont–Winema Nemzeti Erdő egyik őrháza.

## Története
A Southern Pacific Knott megállóhelyét 1924-ben adták át. A település 1926-tól, a posta megnyitásától viseli mai nevét. A névadó Chemult törzsfőnök volt az 1864. október 14-ei Klamath-tavi egyezményt aláíró 26 fél egyike.

## Éghajlat
A nyugati hegyvidéknek megfelelően éghajlata kontinentális mediterrán (a Köppen-skála szerint Dsb); a nyarak szárazak, a napi hőmérséklet-változás magas; a hideg teleken erős havazás és szárazság váltja egymást. A Sierra–Cascade-hegygerinc közelsége miatt Chemult a kontinentális USA egyik leghavasabb régiója; harminc éves átlagban évente 278 centiméter hó hull, valamint évente 257,6 napon csökken a hőmérséklet 0 °C-ig, júliusban és augusztusban pedig évente 13,4 nap haladja meg a hőmérséklet a 30 °C-ot. Évente 17,6 napon a hőmérséklet fagypont alá csökken, 8,4 napon pedig -17,8 °C-nál hidegebb van. Decemberben és januárban 3,2 nap van tíz Celsius-foknál melegebb.
1937 óta a legcsapadékosabb év (legalább 1077 mm, néhány nap statisztikája hiányzik) 1996, a legszárazabb (286,5 mm) pedig 1998 volt. 1976 júliusa és 1977 júniusa között 298,7 mm csapadék hullott. A legcsapadékosabb hónap (387,3 mm) 1996 decembere, a leghavasabb hónap (292 cm) pedig 1954 januárja volt. 1955 júliusa és 1956 júniusa között 696 cm hó hullt. Az átlagos hómennyiség 91 cm. 1965 decemberében 211 cm hó hullt; 1966 január 4-én a napi átlagos hómennyiség 229 cm volt.
| Hónap                                                                        | Jan.  | Feb.  | Már.  | Ápr.  | Máj.  | Jún. | Júl. | Aug.  | Szep. | Okt.  | Nov.  | Dec.  | Év    |
| ---------------------------------------------------------------------------- | ----- | ----- | ----- | ----- | ----- | ---- | ---- | ----- | ----- | ----- | ----- | ----- | ----- |
| Rekord max. hőmérséklet (°C)                                                 | 17,0  | 18,0  | 24,0  | 29,0  | 34,0  | 37,0 | 39,0 | 39,0  | 38,0  | 32,0  | 24,0  | 17,0  | 39,0  |
| Átlagos max. hőmérséklet (°C)                                                | 9,8   | 12,2  | 17,2  | 23,4  | 28,1  | 31,7 | 34,7 | 34,8  | 31,8  | 26,7  | 15,5  | 10,1  | 23,1  |
| Átlaghőmérséklet (°C)                                                        | −3,2  | −1,6  | 1,1   | 3,7   | 8,1   | 11,6 | 15,9 | 15,1  | 11,6  | 5,8   | −0,2  | −3,6  | 5,4   |
| Átlagos min. hőmérséklet (°C)                                                | −9,3  | −8,2  | −5,9  | −4,3  | −1,1  | 1,1  | 3,7  | 2,6   | −1,1  | −4,3  | −6,1  | −9,3  | −3,5  |
| Rekord min. hőmérséklet (°C)                                                 | −34,0 | −33,0 | −26,0 | −18,0 | −12,0 | −8,0 | −7,0 | −10,0 | −13,0 | −19,0 | −32,0 | −34,0 | −34,0 |
| Átl. csapadékmennyiség (mm)                                                  | 117   | 83    | 69    | 40    | 38    | 32   | 12   | 16    | 13    | 40    | 80    | 134   | 674   |
| Forrás: Nemzeti Óceán- és Légkörkutatási Hivatal és National Weather Service |       |       |       |       |       |      |      |       |       |       |       |       |       |

## Közlekedés
A településen megáll az Amtrak Coast Starlight vonata, valamint a Pacific Crest Bus Lines Klamath Falls–Bend autóbuszjáratai.

## Fordítás
- Ez a szócikk részben vagy egészben  a   Chemult, Oregon című angol Wikipédia-szócikk ezen változatának fordításán alapul.  Az eredeti cikk szerkesztőit annak laptörténete sorolja fel. Ez a jelzés csupán a megfogalmazás eredetét és a szerzői jogokat jelzi, nem szolgál a cikkben szereplő információk forrásmegjelöléseként.